# Mantis splendida
Mantis splendida är en bönsyrseart som beskrevs av De Haan 1842. Mantis splendida ingår i släktet Mantis och familjen Mantidae. Inga underarter finns listade i Catalogue of Life.